# تعقيبة

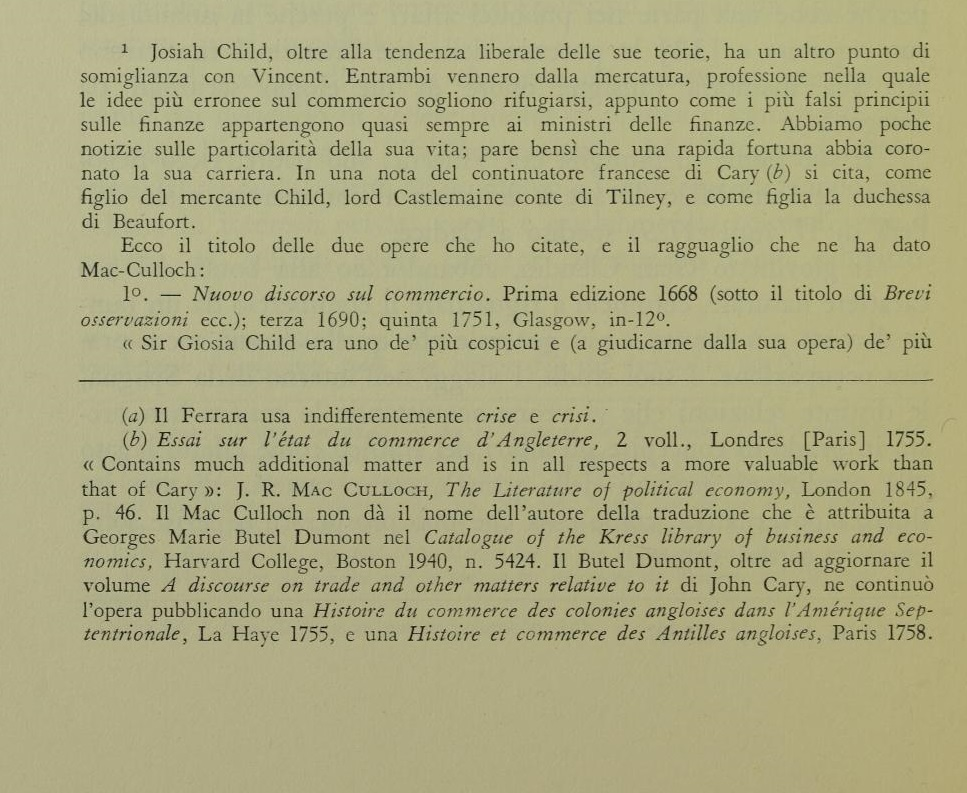

التعقيبة هي النص الذي يكتب في عقب الصفحة، أي أسفلها، لشرح نص في المتن. وقيل التعقيبة أيضا تسمى الرقاص والوصلة وهي أن يثبت الناسخ في نهاية الصفحة تحت آخر كلمة من السطر الأخير أول كلمة في الصفحة الموالية.